# Elies Sincel·le
Elies Sincel·le (llatí: Helias Syncellus) fou un poeta llatí que va escriure diversos himnes o poemes dedicats a la Mare de Déu esmentats per Lleó Al·laci, destacats per la seva pietat, elegància i bellesa. Al·laci va prometre publicar-los, però no ho va arribar a fer. Una obra anomenada Requies in Clementinas, d'un autor de nom Helias, que es troba al monestir de Cauines al Llenguadoc, podria ser d'aquest autor. Una altra obra de nom Theorica et Practica, escrita per Helias Salomon, és esmentada per Bernard de Montfaucon, però probablement no li correspon.